# Cristian Rodríguez
Cristian Gabriel Rodríguez Barotti (* 30. září 1985, Juan Lacaze) je bývalý uruguayský profesionální fotbalista.
Hrál na MS 2014 a 2018.

## Hráčská kariéra
Rodríguez hrál za CA Peñarol, Paris Saint-Germain FC, Benficu, FC Porto, Atlético Madrid, Parmu, Grêmio a Independiente.
V reprezentaci hrál 110 zápasů a dal 11 gólů. Byl na MS 2014 a 2018. Na MS 2010 chyběl kvůli 4zápasovému trestu z kvalifikace. Byl na 4 Copa América, z toho v roce 2011 vyhráli.

## Úspěchy

### Klub
Peñarol
- Primera División: 2003, 2017, 2018
- Supercopa Uruguaya: 2018

Paris Saint-Germain
- Coupe de France: 2005–06

Porto
- Primeira Liga: 2008–09, 2010–11, 2011–12
- Taça de Portugal: 2008–09, 2009–10, 2010–11
- Supertaça Cândido de Oliveira: 2010
- Evropská liga UEFA: 2010–11

Atlético Madrid
- La Liga: 2013–14
- Copa del Rey: 2012–13
- Supercopa de España: 2014
- Superpohár UEFA: 2012

### Reprezentace
Uruguay
- Copa América: 2011